# Platja de la Rovellada
La platja de la Rovellada, o cala Rovellada, és una petita platja semiurbana del municipi de Colera (Alt Empordà) situada en la urbanització homònima, a un quilòmetre al nord-est del centre urbà. Té una longitud de 40 metres i una amplada de 10 m. Està formada de còdols de color fosc. Està orientada al sud, protegida de la tramuntana.
El nom li ve donat pel color rogenc de les roques, ocasionat per l'oxidació que va provocar una font ja inexistent.